# 恋の炎は消さないで
『恋の炎は消さないで』（こいのほのおはけさないで）は木下慎次の小説。

## ストーリー
舞台は横浜市磯谷区、それは青葉区と都筑区が誕生した数年後に海岸寄りの2つの行政区を足し3つに分区して誕生した横浜市19番目の架空の行政区。横浜市消防局磯谷消防署の面々の命がけの消防活動とラブストーリーを描く。

## 登場人物
- 木下慎一

横浜市消防局磯谷消防署汐見ヶ浜出張所消防第二係所属。階級は消防士。年齢は23歳
- 藤咲麻衣

スーパーマーケット勤務のチェッカー。年齢は23歳
- 川島正英

磯谷消防署汐見ヶ浜出張所消防第二係所属。階級は消防士長。年齢は28歳
- 前野宏志

磯谷消防署汐見ヶ浜出張所消防第二係所属。階級は消防士。年齢は20歳
- 田渕謙治

磯谷消防署汐見ヶ浜出張所消防第二係所属。階級は消防司令補。年齢は38歳
- 鵜澤俊伸

磯谷消防署汐見ヶ浜出張所消防第二係所属。階級は消防士長。年齢は30歳
- 大貫正嗣

磯谷消防署汐見ヶ浜出張所救急第二係所属。階級は消防司令補。年齢は51歳
- 相上則義

磯谷消防署汐見ヶ浜出張所救急第二係所属。階級は消防士長。年齢は29歳
- 栗原修平

磯谷消防署汐見ヶ浜出張所救急第二係所属。階級は消防士長。年齢は34歳
- 安藤憲一郎

磯谷消防署汐見ヶ浜出張所所長。階級は消防司令。年齢は50歳
- 大介
- ゆかり
- 大介とゆかりの母
- 木下慎一郎

磯谷消防署花台出張所救急第二係所属。階級は消防司令補。年齢は56歳
- 木下徹

磯谷消防署警備二課所属。階級は消防士長。年齢は28歳